# Рогашка Слатина
Рогашка Слатина (словен. Rogaška Slatina) — поселення в общині Рогашка Слатина, Савинський регіон, Словенія. Висота над рівнем моря: 223,6 м.